# Je sò accussì
Je sò accussì è il terzo album in studio della cantautrice italiana Serena Brancale, pubblicato il 25 marzo 2022 dall'etichetta Isola degli Artisti.

## Descrizione
Il progetto discografico si compone di dieci tracce, scritte dalla stessa Serena Brancale con la collaborazione di autori e produttori, tra cui Gorbaciof, Emanuele Triglia, Carlo Avarello, Serena Brancale, Davide Sciortino, Domenico Sanna. Il disco, che comprende un omaggio a Pino Daniele nel brano Je so' pazzo, si avvicina a sonorità funk e neo soul e contiene anche collaborazioni con artisti come Davide Shorty, Fabrizio Bosso, Ghemon, Margherita Vicario, Roshelle e Richard Bona.

## Tracce
1. Like a Melody (con Roshelle) – 2:18 (Serena Brancale, Rossella Discolo, Emanuele Triglia, Laura Di Lenola, Manuel Finotti)
2. Pessime intenzioni (con Ghemon) – 2:43 (Serena Brancale, Giovanni Luca Picariello, Domenico Cambareri)
3. Donna (con Margherita Vicario e Fabrizio Bosso) – 3:48 (Serena Brancale, Margherita Vicario, Manuel Finotti, Maria Luisa De Prisco)
4. Je so' pazzo (feat. Richard Bona) – 3:52 (Pino Daniele)
5. La dolce vita – 3:12 (Serena Brancale, Carlo Avarello, Emanuele Triglia, Manuel Finotti)
6. Viento' e terra – 2:41 (Pino Daniele)
7. Je so' accussì – 3:21 (Serena Brancale, Carlo Avarello, Manuel Finotti)
8. Sta uagnedd – 2:54 (Serena Brancale)
9. Rinascimento (con Davide Shorty) – 3:40 (Serena Brancale, Davide Sciortino)
10. Alleria – 2:50 (Pino Daniele)